# Поліспаст

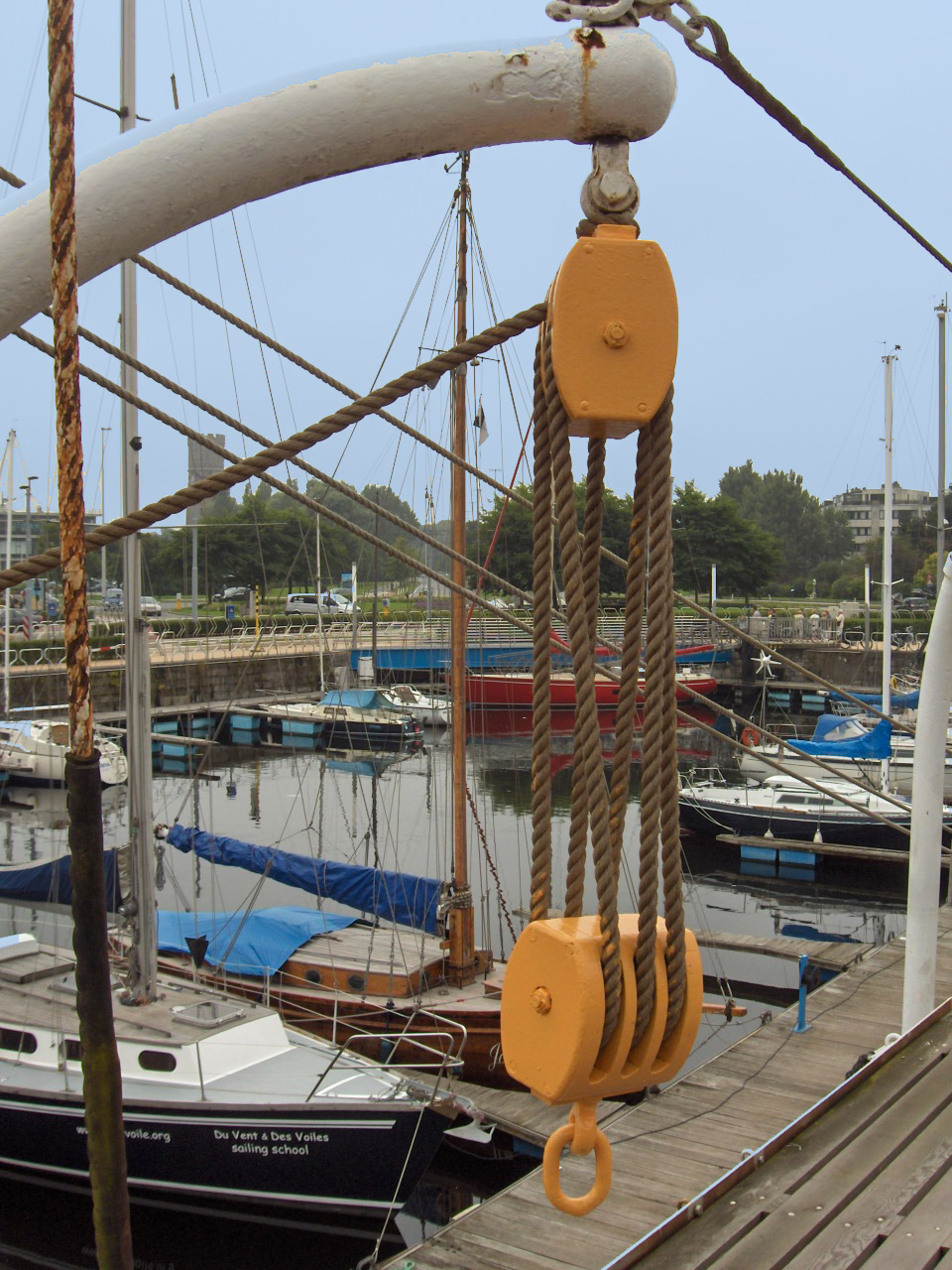
Поліспаст (гіні) на вітрильнику «Меркатор»

Поліспа́ст (грец. πολύσπαστον, πολύσπαστος — натягуваний багатьма мотузками) — таль, вантажопідйомний пристрій, з кількох рухомих блоків, що їх огинає канат (або трос), що призначений для виграшу в силі (силовий поліспаст) або у швидкості (швидкісний поліспаст).

## Силовий поліспаст
Силовий поліспаст використовується тоді, коли потрібно підняти вантаж, доклавши менше зусиль. У ньому вантаж підвішується до рухомого блоку, а зусилля прикладається до вільного кінця канату, що послідовно огинає усі блоки поліспаста. Сила натягу канату у такому поліспасті — це частка від ділення маси вантажу на кількість блоків у поліспасті.

## Швидкісний поліспаст
Швидкісний поліспаст — це, по суті, обернений силовий поліспаст: Вантаж підвішений до вільного кінця мотузки, а зусилля, яке зазвичай прикладає гідравлічна машина, прикладається до останнього рухомого блоку. Використовується тоді, коли треба швидко підняти вантаж на велику висоту.

## У техніці

Звичайно поліспаст є частиною механізмів підйому та зміни вильоту стріли підйомних кранів та такелажних пристроїв. У разі потреби поліспаст об'єднують з лебідками. Корабельний поліспаст з двох тришківних блоків (або одного тришківного й одного двошківного) називається гінями. Самостійно поліспаст використовується для підйому або опускання невеликих вантажів (наприклад, шлюпок на суднах).

## У альпінізмі
В альпінізмі поліспаст широко використовується для натягування мотузок при переправі, підйому вантажу або постраждалої людини, і т. ін. Позаяк джерелом тягнучого зусилля є людські руки, а замість блоків використовуються альпіністські карабіни з більш високою, ніж у блоків, силою тертя, більш ніж подвійні-потрійні поліспасти в альпінізмі використовуються рідко.